# مصطفى موكري
مصطفى موكري (بالفارسية: مصطفی مکری) كان لاعب كرة قدم إيراني سابق كان يلعب ك.